# Iglagöl (Nöbbele socken, Småland)
Iglagöl är en sjö i Växjö kommun i Småland och ingår i Bräkneåns huvudavrinningsområde. Enligt Lantmäteriets karta avser Iglagöl en mindre mosse eller våtmark 150 meter sydöst om den namnlösa damm som här avses.